# Línea 3 (Puerto Madryn)
La Línea 3 es un servicio de pasajeros del transporte de la ciudad de Puerto Madryn, Argentina. Esta línea pertenece a la empresa de transporte Ceferino de Sur S. A. El servicio de la línea 3 opera de lunes a viernes desde 6:30 horas hasta las 13:30 horas (que inicia última vuelta desde la cabecera) y desde las 15:00 hasta las 21:00 horas (que inicia última vuelta desde la cabecera). Los sábados desde 8:00 horas hasta las 13:00 horas (que inicia última vuelta desde la cabecera) y desde 16:00 horas a 21:00 horas (que inicia última vuelta desde la cabecera).